# Mesapamea pinkeri
Mesapamea pinkeri är en fjärilsart som beskrevs av Bacallado 1973. Mesapamea pinkeri ingår i släktet Mesapamea och familjen nattflyn. Inga underarter finns listade i Catalogue of Life.